# Бабурова Анастасія Едуардівна
Анастасія Едуардівна Бабурова (30 листопада 1983, Севастополь,— 19 січня 2009, Москва) — журналістка, активістка антифашистського та еко-анархістського рухів. Була демонстративно вбита в центрі Москви разом з іншим журналістом та адвокатом Станіславом Маркеловим 19 січня 2009 року.

## Життєпис
Народилася 30 листопада 1983 року в Севастополі. Батько — Едуард Федорович Бабуров — професор Севастопольського технічного університету, мати — Лариса Іванівна Бабурова — викладачка Севастопольського університету ядерної енергії та промисловості.
За фактом народження мала громадянство України, 2000 року разом з матір'ю отримала російське громадянство. Але оскільки з українського громадянства не виходила, то залишалася також і громадянкою України
2000 — закінчила з золотою медаллю севастопольську спецшколу № 3 з поглибленим вивченням англійської мови. Крім російської та української мов, які вона вважала рідними, володіла англійською та французькою мовами.
Після закінчення школи подавала документи до різних вишів і пройшла конкурс в МДІМО, МДУ та Єльський університет, але залишилася вдома, оскільки в сім'ї не було коштів платити за проживання в іншому місті. Один рік навчалася на факультеті економіки та управління севастопольського філіалу МДУ. В 2001 році переїхала до Москви, півтора року провчилася на факультеті міжнародного права Московського державного інституту міжнародних відносин, звідки пішла, за власними словами, тому що їй було «нудно вчитися з цими людьми, що представляють золоту молодь». Навчалася на вечірньому відділенні факультету журналістики Московського державного університету і планувала захищати диплом влітку 2009 року.
Мала розряд кандидата в майстри спорту з шахів, займалася бойовими єдиноборствами, зокрема карате, бойовим самбо, він-чунь, джіу-джитсу, кунг-фу. Також займалася йогою і фехтуванням, отримала срібну медаль з армреслінгу на змаганні студенток МДУ.
2003 вийшла заміж за студента факультету журналістики МДУ Олександра Фролова, з яким розлучилася 2007 року.

## Політична діяльність і погляди
Політичною діяльністю зайнялася після того, як стала свідком нападу неонацистів на іноземця, після чого вона написала у своєму щоденнику: «Важко дивитися в очі корейському студенту, якого щойно вдарили в скроню два малолітніх виродки, які на ходу вискочили з трамвая. Вискочили, помахали вслід трамваю „Зіг хайль!“ і втекли».
Була активісткою еко-анархістського руху, брала участь в діяльності екологічних таборів «Хранителів Райдуги», в соціальних форумах, зокрема в Європейському соціальному форумі в Мальме (Швеція), організовувала фестиваль «Антикапіталізм-2008». Брала участь в акціях руху антифа і в багатьох інших акціях протесту. У червні 2008 року брала участь в акції проти вирубки Хімкинського лісу. Наприкінці червня 2008 року брала участь у роботі конференції «Прямухінські читання», присвяченої історії розвитку анархістських ідей і проблемам їхньої сучасної реалізації. За участь в акції проти виселення мешканців (колишніх працівників московської швейної фабрики «Зміна» і біженців з країн СНД) з гуртожитку УФСІН в Ясному проїзді, була на добу затримана міліцією.
Співпрацювала з анархо-комуністичною організацією «Автономна дія», писала статті для їхнього журналу «Автоном». За день до вбивства стала членом організації.
За словами батьків, Бабурова «постійно повторювала, що є патріоткою Росії» але водночас писала їм листи українською мовою і просила їх також відповідати їй українською. До переїзду в Москву її кумиром був Путін, через це вона почала займатися самбо, але вже через півроку після переїзду її ставлення до російської влади кардинально змінилося. Батьки Анастасії стверджували, що згодом вона своїм гаслом вважала «моя Батьківщина — все людство».

## Журналістська діяльність
Протягом 2008 року працювала в редакції газети «Известия», опублікувавши в газетах «Известия» і «Финансовые известия» десятки статей, присвячених переважно діловій тематиці. У грудні 2008 року журналістка звільнилася з редакції через розбіжності з політичним курсом газети, який, на думку тижневика «The Economist», характеризується «націоналізмом, конформізмом і цинізмом». Розбіжності загострилися після використання Бабуровою журналістського посвідчення «Известий», коли вона брала участь у захисті мешканців гуртожитку на Ясному проїзді.
З жовтня 2008 року — позаштатна співробітниця «Нової газети». Заступник головного редактора «Нової газети» Сергій Соколов стверджував, що вона «прийшла до нас зі своєю темою … Тема не найкраща з точки зору безпеки або зірковості. Скінхеди, антифа, неформальні вуличні акції». Публікації Бабурової в «Новій газеті» були присвячені проблемам екології, жорстокого поводження з тваринами, зловживань в правоохоронних органах, антифашистському руху, діяльності неонацистів. Останньою — посмертною — публікацією Анастасії стало інтерв'ю зі Станіславом Маркеловим, присвячене проблемам правосуддя і справі Буданова.
Також співпрацювала з російськими виданнями"Вечерняя Москва", «Российская газета», «Частный Корреспондент», журналом «Сузір'я».

## Вбивство
Стала четвертою жертвою від 2000 року серед співпрацівників «Нової газети». Згідно з думкою російського аналітика Павла Фельгенгауера, подробиці вбивства вказують, що вчинено його за внутрішнім дорученням російської служби безпеки ФСБ. Після вбивства в самій Росії, а також у Німеччині та Києві відбулися протести проти державних репресій у Росії. Російські правоохоронні органи в листопаді 2009 року заявили про розкриття вбивства Маркелова та Бабурової.
Підозрювані були взяті під варту й дали свідчення. Вони виявилися членами радикального націоналістичного угруповання. Мотивом вбивства стала помста. У травні 2011 року суд у Москві ухвалив вирок про довічне ув'язнення російському націоналісту Нікіті Тихонову за вбивство Маркелова і Бабурової.

## Пам'ять
- Режисер Валерій Балаян зняв про Анастасію Бабурову документальний фільм «Любите меня, пожалуйста»[ru].
- Щороку 19 січня на роковини вбивства Бабурової та Маркелова в містах Росії та в Києві проводяться акції пам'яті загиблих та проти терору ультраправих.
- 19 січня 2020 в Києві пройшла чергова акція пам'яті, після чого невідомі закидали її учасників петардами. Поліція заарештувала 11 осіб[23].